# Henry Edgeworth de Firmont
Henry Allen Essex Edgeworth de Firmont (født 1745 i Edgeworthstown, død 22. maj 1807 i Mitau) var en irsk gejstlig.

## Biografi
Edgeworth blev opdraget i Frankrig, studerede hos jesuitterne i Toulouse og blev derefter i Paris oplært til præst. Ludvig XVI's søster Elisabeth valgte ham til sjælesørger, og det var på hendes foranledning, at Edgeworth, der efter kongedømmets fald havde holdt sig skjult, blev kaldet til Ludvig XVI i hans sidste timer. Edgeworth modtog uden tøven det farefulde kald, han hørte monarkens skriftemål, gav ham sakramentet og fulgte ham til skafottet. Det berømte ord, "Søn af den hellige Ludvig, stig op i himlen", som Edgeworth skal have tilråbt kongen, da guillotinens økse faldt, er en fiktion. Edgeworth kunne nu vente det værste, men for prinsesse Elisabeths skyld blev han endnu en tid i Paris og holdt sig derefter skjult på forskellige steder. I 1796 drog han til England, hvor han blev modtaget med højagtelse, og hvor Pitt tilbød ham en pension, som han dog ikke modtog. Edgeworth drog derefter til Ludvig XVIII i Tyskland, blev hans kapellan og fulgte ham 1798 til Mitau i Kurland. Han bortreves her af en smitsot, medens han plejede de franske krigsfanger. De landflygtige Bourboner anlagde sorg i anledning af hans død. Edgeworths memoirer, som hovedsagelig behandler hans ophold i Paris i revolutionens tid, er udgivne af C. Sneyd Edgeworth (London 1815), i fransk oversættelse i Paris 1815.